# Volltextdatenbank
Volltextdatenbank bezeichnet eine elektronische Sammlung von Volltexten. Im Gegensatz zu bibliografischen Datenbanken, in denen nur die Beschreibungen von Publikationen erfasst sind, sind hier die vollständigen Texte der Publikationen direkt abrufbar.
Volltextdatenbank bedeutet aber nicht automatisch, dass die Dokumente mittels Volltextindexierung erschlossen sind. Genauso ist es möglich, dass diese nur durch bibliografische Angaben formal und inhaltlich erschlossen sind.
Illegale Volltextdatenbanken bezeichnet man als Schattenbibliothek.

## Beispiele
- DigiZeitschriften
- JSTOR
- Project MUSE